# 箕面鍋田川
箕面鍋田川（みのおなべたがわ）は、大阪府箕面市を流れる淀川水系の一級河川で、千里川の支流である。近隣住民の間では単に「鍋田川」と呼ばれる事が多い。

## 地理
箕面市東部の如意谷地区から南へ向かって集落の中を流れ、国道171号線の下をくぐって、箕面市稲3丁目付近で千里川に合流する。

## 流域の自治体
大阪府
箕面市